# La Mesa del Ranchito
La Mesa del Ranchito är en ort i Mexiko.   Den ligger i kommunen Bocoyna och delstaten Chihuahua, i den nordvästra delen av landet, 1 300 km nordväst om huvudstaden Mexico City. La Mesa del Ranchito ligger 2 413 meter över havet och antalet invånare är 123.
Terrängen runt La Mesa del Ranchito är platt åt sydväst, men åt nordost är den kuperad. Runt La Mesa del Ranchito är det glesbefolkat, med 12 invånare per kvadratkilometer. Närmaste större samhälle är Creel, 2,1 km sydväst om La Mesa del Ranchito. Omgivningarna runt La Mesa del Ranchito är i huvudsak ett öppet busklandskap.